# Wooden Joe Nicholas
Joseph „Wooden Joe“ N. Nicholas (* 23. September 1883 in New Orleans; † 17. November 1957 ebenda) war ein US-amerikanischer Jazzmusiker (Trompete, Kornett, Klarinette), der in den frühen Jahren des New Orleans Jazz aktiv war.

## Leben und Wirken
Nicholas begann zunächst Klarinette zu spielen, die er in späteren Jahren als Zweitinstrument nutzte. Vor 1912 spielte er bei den Four Hot Hounds von Richard M. Jones. Er kannte Buddy Bolden und meinte von ihm, er sei sein wichtigstes Vorbild auf dem Kornett gewesen; ein weiterer Einfluss war Bunk Johnson. Erst 1915 begann er dieses Instrument zu spielen, als er Klarinettist bei King Oliver war und mit Olivers eigenem Kornett spielte, als dieser es aufgab. Er verbrachte fast sein ganzes Leben in New Orleans und spielte mehrere Jahrzehnte in zahlreichen Brass Bands und Straßenensembles der Stadt; daneben gründete er 1918 die Camelia Brass Band. Während der Depressionszeit unterrichtete er und trat nur gelegentlich auf. Nicholas war berühmt für die Lautstärke und Ausdauer seines Spiels, auch wenn dies auf vielen seiner Aufnahmen nicht zu hören ist, abgesehen von „Shake It and Break It“. Seine ersten Schallplatten-Einspielungen erfolgten erst ab 1945 mit den Original Creole Stompers („Eh La Bas“, „Up Jumped the Devil“), als er bereits 62 Jahre alt war. Erneut nahm er 1949 unter eigenem Namen mit „Big Eye“ Louis Nelson auf, außerdem mit dem Klarinettisten Raymond Burke und der Gospelsängerin Ann Cook.
Nicholas war der Onkel des Klarinettisten Albert Nicholas.

## Diskographische Hinweise
- Wooden Joe Nicholas (American Music, 1945–49) mit Jim Robinson, Joe Petit, Louis Nelson, Johnny St. Cyr, Alcide Pavageau, Baby Dodds
- At Artesian Hall (American Music, 1951)